# Begna
Begna er hovedelven i Begnavassdraget. Elven løber fra Filefjell i den sydlige del af Jotunheimen, gennem Valdres og sydover til Nes i Ådal, hvor den løber ud i søen Sperillen. Fra Sperillen løber den videre mod Hønefoss, hvor den løber sammen med Randselven og danner Storelven, der lidt sydligere munder ud i Tyrifjorden.